# François-Jean Rochas
François-Jean Rochas, surnommé « Frenchy », est un fermier, éleveur et aventurier français né en 1843 à Vif (Isère) et mort en 1894 dans le Dog Canyon (comté d'Otero, Nouveau-Mexique) près de la ville de La Luz.
Il est considéré comme le premier colon à s'être installé dans la région du bassin de Tularosa (en), du Dog Canyon et des monts Sacramento (aujourd'hui faisant partie du parc d'État d'Oliver Lee Memorial) et le premier à y avoir établi une ferme. 

## Biographie

### Jeunesse et famille
François-Jean Rochas est né le 22 septembre 1843 dans la commune de Vif, en Isère. Il est le fils de François-Charles Rochas et d'Anne-Victoire Rochas, née Chaulon, qui sont des vifois de souche, et grandit dans une fratrie de quatre enfants (dont il est l'aîné) : son frère Joseph Charles Henri, ses sœurs Victoire Joséphine Henriette et Mari Pauline, ainsi que lui. Ses deux autres frères sont décédés lorsqu'ils étaient encore enfants,. 
Ses parents sont des agriculteurs et travaillent très certainement dans la viticulture, domaine d'activité très courant dans la vallée de la Gresse à cette époque : et pour cause, il y avait, en 1860, plus de 245 hectares dédiés à la vigne à Vif. 
François-Jean, lui, passe toute sa jeunesse à Vif, et ce jusqu'à l'âge de ses 37 ans où, pour des raisons inconnues, il émigre aux États-Unis. Il est le seul de sa famille à avoir quitté son village natal et le pays. 

### Voyage vers les États-Unis
François-Jean gagne la côte Est des États-Unis en 1880, certainement après plusieurs mois de bateau pour la traversée de l'Atlantique. On ignore précisément comment il a rejoint l'ouest du pays nord-américain, mais on suppose qu'il a pu emprunter des chariots que les voyageurs de l'époque utilisaient.

### Arrivée dans le comté d'Otero, Nouveau-Mexique
Il voyage à travers le sud du pays, jusque non loin de la frontière du Texas : il atteint finalement les frontières du Nouveau-Mexique au cours de cette fin du XIXe siècle et gagne le bassin de Tularosa (comté d'Otero), bordé à l'est par les monts Sacramento, hauts de près de huit-cent mètres d'altitude. 
Lors de son arrivée dans cet état, aux alentours de 1881, il passe très certainement par Santa Fe — où il réalisera l'« escalier miraculeux » de la chapelle Loretto (ce qui est une hypothèse d'autant plus fabuleuse qu'il n'a jamais touché le moindre outil de menuiserie ou de charpenterie jusqu'ici, et que cet escalier est une merveille de réalisation artisanale sans la moindre pièce de métal, reposant uniquement sur sa première marche, dont le bois d'ouvrage reste aujourd'hui inconnu et étant strictement impossible à reproduire) — puis par le village de La Luz avant d'atteindre le canyon sur les contreforts orientaux des monts Sacramento où il s'installe finalement. 
Sans doute les formes des montagnes qui entourent le Dog Canyon (Canyon du Chien ou Gorge du Chien) lui rappellent les Alpes et le massif du Vercors qui cerne sa ville natale de Vif, toujours est-il qu'il choisit de rester dans cette région et décide de s'installer à l'entrée du canyon où il bâtira sa ferme de ses propres mains à partir de 1885.

### Vie dans le Dog Canyon

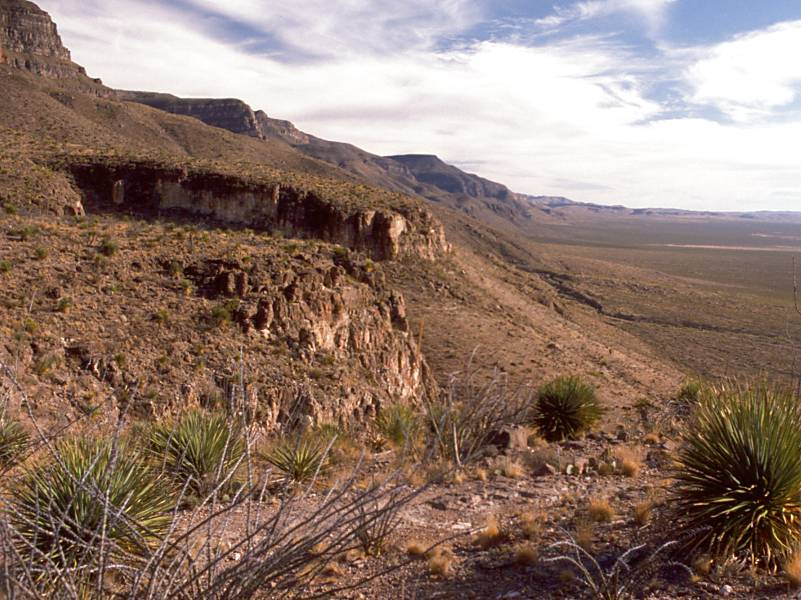
Les monts Sacramento, dans l'est desquelles se trouve le Dog Canyon.

Comme un ruisseau s'écoulait tout au long de l'année à travers le Dog Canyon, offrant une végétation luxuriante à la petite vallée, il n'est pas étonnant que François-Jean ait choisi cet emplacement là comme nouveau lieu de vie. Il construit lui-même son habitation, une petite cabane en pierre, et y vit de 1885 jusqu'à sa mort à l'hiver 1894.

#### Relations avec les peuples de la région
À l'époque de son arrivée dans les monts Sacramento, il n'y avait comme autre présence humaine que celle de la tribu amérindienne des Mescaleros Apaches, avec lesquels François-Jean se serait toujours bien entendu, entretenant avec eux d'excellentes relations. 
C'est ce statut de « premier homme blanc » de la région qui fit de lui l'un des derniers pionniers du Nouveau-Mexique, et ce sont les autres colons anglais qui lui donnèrent le surnom de « Frenchy ».

#### Culture et élevage
Venant d'une famille de paysans dauphinois, François-Jean s'adonne dès son arrivée dans le Dog Canyon à l'élevage, puis à la culture : en 1888 (soit trois ans après son installation définitive dans la gorge), il possède 6 chevaux et 400 têtes de bétail. Pour contenir son troupeau, il fait édifier sur les flancs du Dog Canyon des murs en pierre que l'on peut aujourd'hui toujours voir dans le parc d'État d'Oliver Lee Memorial. 
Après les fortes sécheresses des années 1889-1890, François-Jean vend tout son troupeau à un membre d'une compagnie d'élevage du bassin de Tularosa nommé John H. Riley en 1892, pour se consacrer exclusivement à la culture. Il ne possède alors plus ni chevaux, ni bétail,. 
François-Jean possède aussi un verger, situé à quelques mètres en aval de sa maison, qu'il irrigue avec un canal d'irrigation en provenance du ruisseau du canyon qu'il a lui-même construit en 1893 et dont il reste aujourd'hui encore des vestiges. Le canal, certainement édifié à l'aide de son voisin Oliver Lee (un éleveur venu s'installer dans le canyon en 1893), aidait à irriguer des plantations variées : oliviers, figuiers, cerisiers, pruniers, pêchers…

#### Conflits et tracas de la vie de fermier
Plusieurs conflits et problèmes surviennent dans la vie de vacher et de fermier de François-Jean Rochas. En 1886, tout d'abord, c'est un cheval qui disparaît de sa ferme sur le rocher du Dog Canyon. C'est un homme nommé Morrison (que Rochas avait recruté pour l'aider à la ferme) qui est soupçonné du vol de ce cheval et contre lequel Rochas porta plainte à La Luz. Morrison est finalement libéré, mais le 1er juillet 1886, il lui tend une embuscade et tente de l'assassiner, mais Rochas s'en sort et le poursuit en justice : Morrison quitte la ville et disparaît peu après.
Alors qu'il a des problèmes de dettes, François-Jean gagne un procès en 1894 qui lui permet de récupérer son argent sur l'héritage d'un membre de la compagnie d'élevage à qui il avait vendu son troupeau. Mais sa dette ne sera soldée qu'en 1898, soit quatre ans après sa mort.

#### Lettres écrites à sa famille
Plusieurs lettres, dont des lettres de vœux, que François-Jean a écrit à sa famille (sœur, frère, beau-frère…) ont été retrouvées : François-Jean y parle de son verger, des modèles d'outils que ses proches lui proposent, de sa santé… Une autre lettre a été envoyée le 23 décembre 1894 à un ami français du nom de Monier, vivant à Santa Fe, et dont François-Jean demande de l'aide dans son désir d'arpenter son terrain pour acquérir un titre légal de sa propriété. Il ne parviendra malheureusement jamais à envoyer sa lettre, car François-Jean trouve la mort seulement trois jours plus tard.

### Mort et inhumation

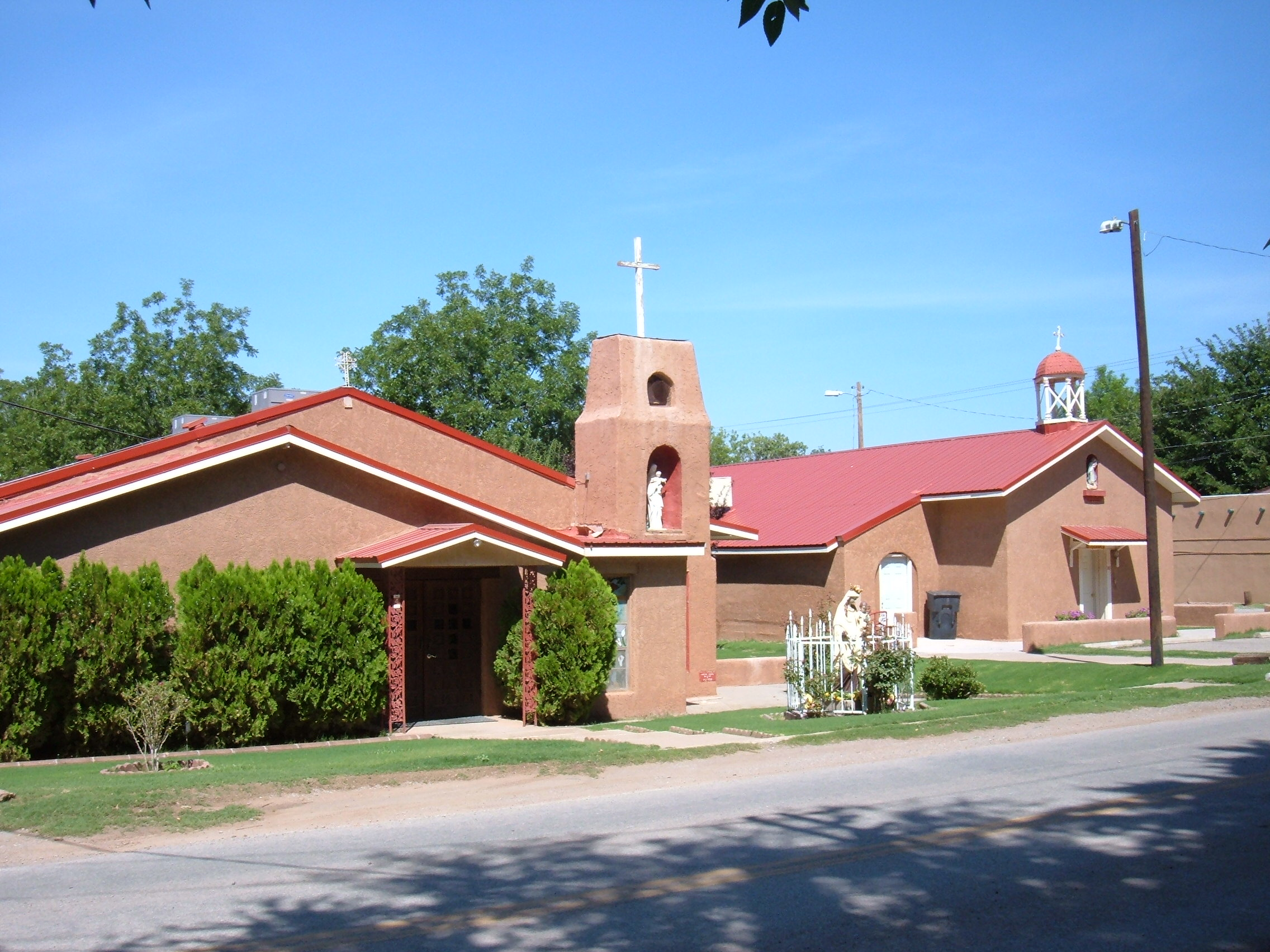
Église Notre-Dame de la Lumière de La Luz (Our Lady of the Light).

Juste après la Noël, le 26 décembre 1894, le corps de François-Jean est retrouvé gisant sans vie dans sa ferme, une balle de carabine tirée dans sa poitrine. L'arme, une carabine Winchester 44, se trouvait à ses pieds. Si les autorités retiennent la thèse du suicide, des témoignages laissent penser par la suite qu'il a été assassiné : Oliver Lee, le fermier voisin de François-Jean, est le premier soupçonné, mais aussi des marchands de bétail à qui il devait de l'argent ainsi que des Amérindiens et des brigands,,. Le véritable coupable de ce meurtre n'est cependant jamais découvert, mais il est probable que François-Jean Rochas ait été en réalité une énième victime des Range Wars qui galvanisaient à l'époque l'Ouest Américain. 
Sa dépouille est rapportée à La Luz, et il est inhumé dans le cimetière catholique de Notre-Dame de la Lumière.

## Héritage

### Fouilles du rocher du Dog Canyon

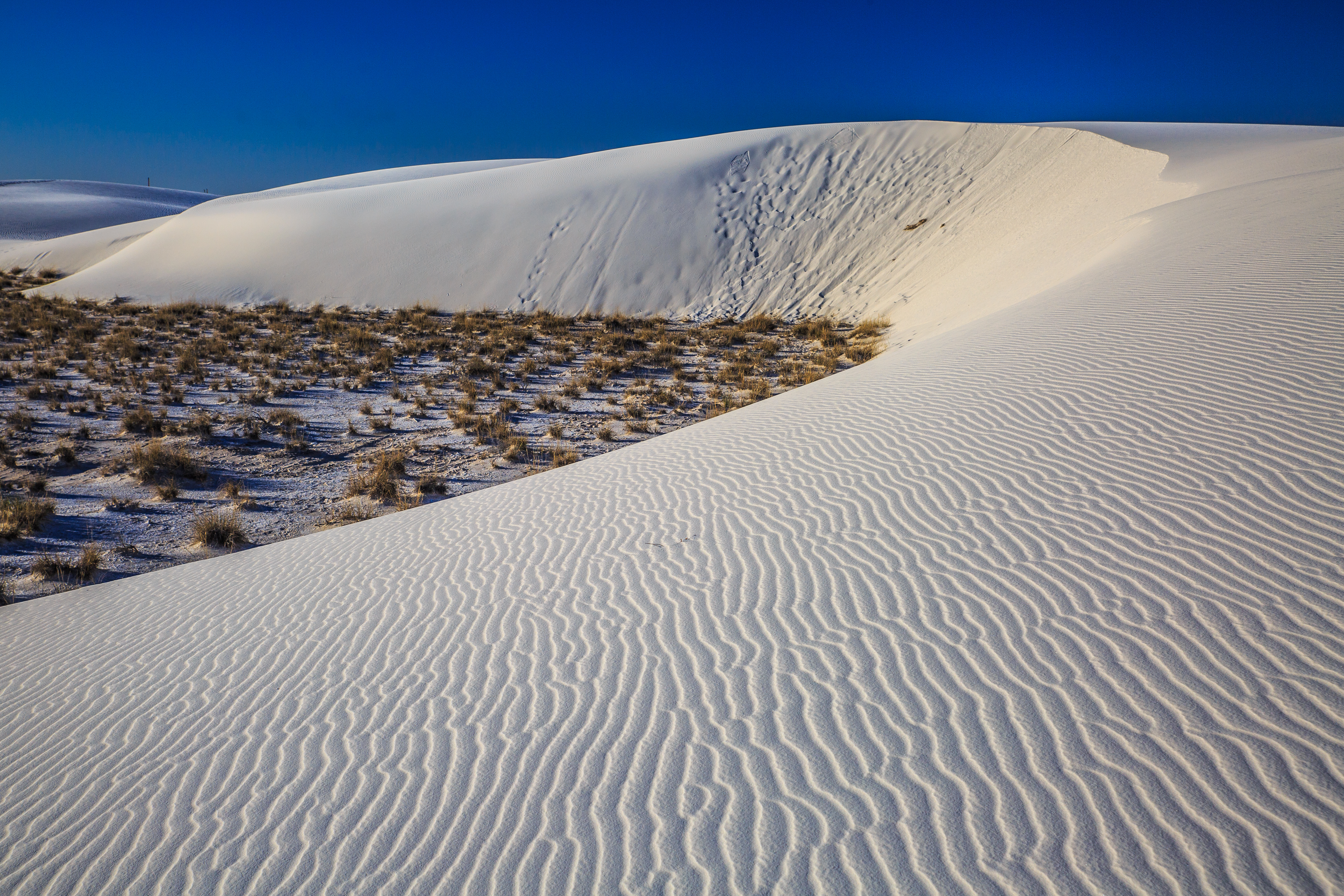
Désert des White Sands (Nouveau-Mexique).

Des fouilles de la propriété de François-Jean Rochas et de sa maison organisées des années 1970 à 2000 ont permis la découverte de nombreux objets témoignant de sa vie dans cette région aride et perdue du Nouveau-Mexique : on trouva des fers à cheval, des boîtes de conserves (à épices, lait, levure…), des plats, des bouteilles d'huile d'olive en provenance d'Aix-en-Provence, des clous, des agrafes, des peignes et brosse à dents, son briquet, des pièces de monnaie ainsi que des fragments de deux journaux, l'un d'eux identifié comme étant le périodique américain The World, daté des 8 et 9 novembre 1894.
François-Jean allait chercher ses marchandises chez un autre français installé à Las Cruces, nommé Théodore Rouault, comme le témoigne le compte qu'il avait ouvert chez lui : il devait, pour rejoindre la ville de Las Cruces, parcourir une centaine de kilomètres en direction du sud-ouest et passer à travers désert de dunes de gypes des White Sands. C'est grâce à ses passages chez Théodore Rouault qu'il pouvait acheter ses journaux et lire les dernières nouvelles. 

### Mystère de l'escalier de la Chapelle Loretto

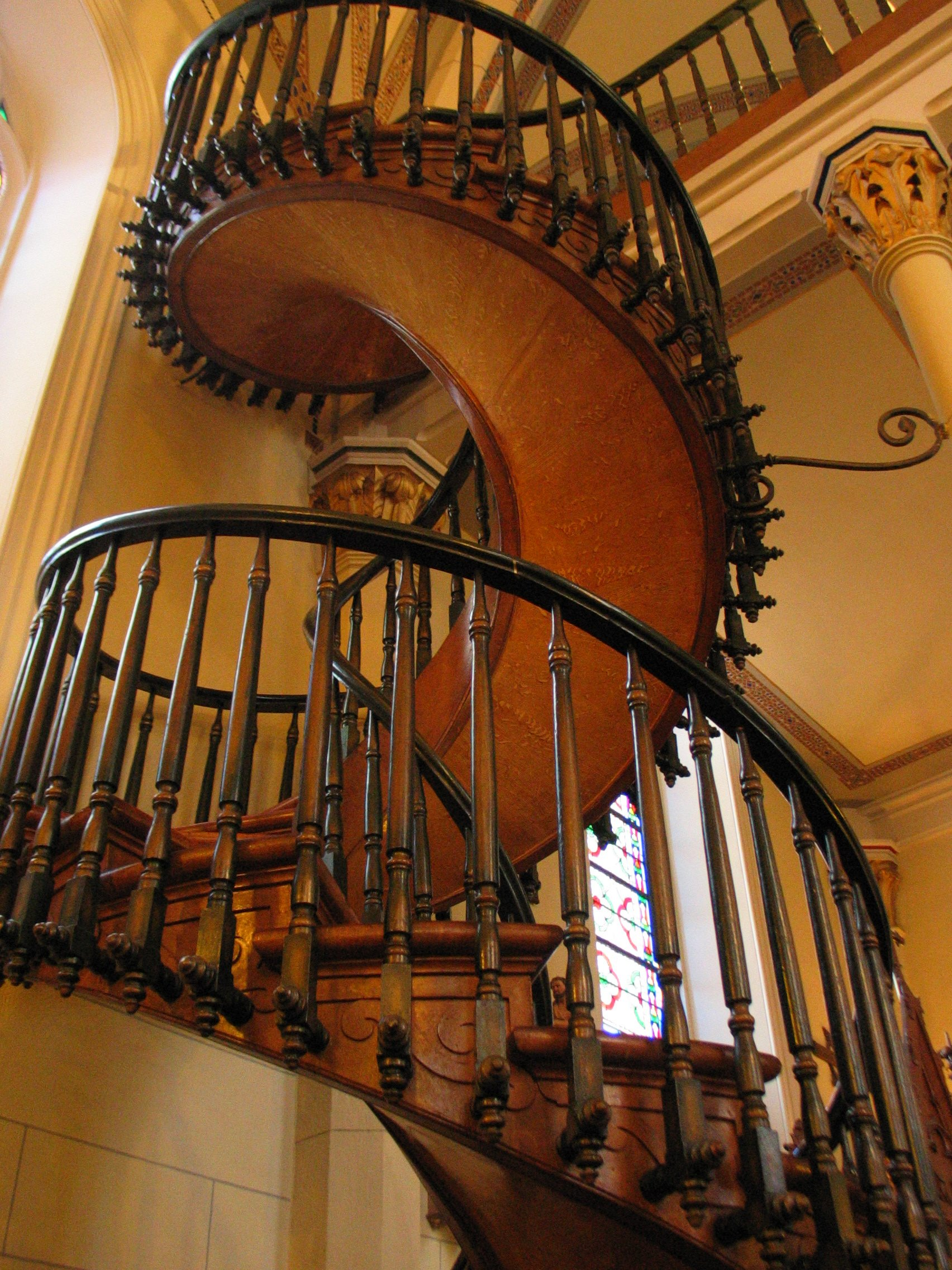
Le « Miraculeux Escalier » de la chapelle Loretto.

La Chapelle Loretto, située à Santa Fe (capitale du Nouveau-Mexique), possède un escalier en colimaçon remarquable, œuvre de charpenterie effectuant deux révolutions complètes pour atteindre les triforiums de la chapelle édifiée en style néogothique, à l'image des églises françaises.
Pendant des années, l'auteur de cet escalier demeura inconnu, et ce jusqu'à la fin des années 1990 où l'auteur Mary Jean Straw Cook déclare avoir découvert l'identité du constructeur de l'escalier, qui ne serait autre que François-Jean Rochas en personne, alors considéré comme un « expert dans le travail du bois ».   
L'histoire veut que les religieuses du couvent pour lequel la chapelle Loretto avait été édifiée ont prié durant neuf jours consécutifs Saint Joseph pour chercher une réponse au problème causé par le manque d'un escalier dans leur église. François-Jean se serait alors présenté à elles peu de temps après, à la recherche d'un travail. On lui aurait confié la tâche d'édification de cet escalier et, après la fin des travaux (qui durèrent entre six et huit mois), François-Jean aurait mystérieusement quitté la ville sans même accepter de paiement.   
François-Jean aurait donc conçu et installé le « Miraculous Staircase » (Miraculeux Escalier) de la chapelle lors de son passage à Santa Fe, alors qu'il allait en direction du sud et de La Luz, entre 1880 et 1881. Un article du Santa Fe New Mexican daté du 9 janvier 1895, qui annonce la mort de François-Jean Rochas dans la rubrique « Round About Town », le désigne comme l'architecte de l'escalier de la chapelle Loretto.  

### Échanges franco-américains
À la fin des années 1970, une correspondance de Rochas avec sa famille est découverte dans ses dossiers rattachés au tribunal du comté de Doña Ana, et est envoyée par le New Mexico State Park Division à Vif, en France : le maire de l'époque, Joseph Rossi (1977-1989), découvrit avec surprise l'intérêt que le New Mexico State Parks portait pour l'histoire de François-Jean Rochas. Des échanges entre l'État du Nouveau-Mexique et la ville de Vif sont organisés, et permettent au New Mexico State Parks — grâce à l'aide de l'association d'histoire locale des Amis de la Vallée de la Gresse — de réunir de nombreuses informations sur « Frenchy ». Ce travail de recherches commun permit même à un descendant de Rochas, François Ribaud, de se rendre au Nouveau-Mexique pour visiter les terres de son ancêtre. Ce voyage est mentionné dans un article de l'Albuquerque Journal (en) intitulé Following Frenchy.

### Hommages
- Au centre d'accueil du parc d'État d'Oliver Lee Memorial, une exposition permanente présente des objets de vie quotidienne qu'utilisait François-Jean Rochas, notamment des lettres envoyées à sa famille, ainsi qu'une peinture de lui sur le Dog Canyon[1]. Un sentier d'interprétation dans le parc permet aussi de voir les ruines de sa cabane[10],[11],[12].
- François-Jean Rochas est inhumé au cimetière Notre-Dame de la Lumière (Our Lady of the Light) de La Luz, petite ville proche des monts Sacramento et du Dog Canyon. Sur sa stèle est inscrite l'épitaphe suivante : « Gunned down at his rock cabin in Dog Canyon » (« Abattu dans sa cabane en pierre au Dog Canyon  »)[13]